# Steinbruch von Karakız

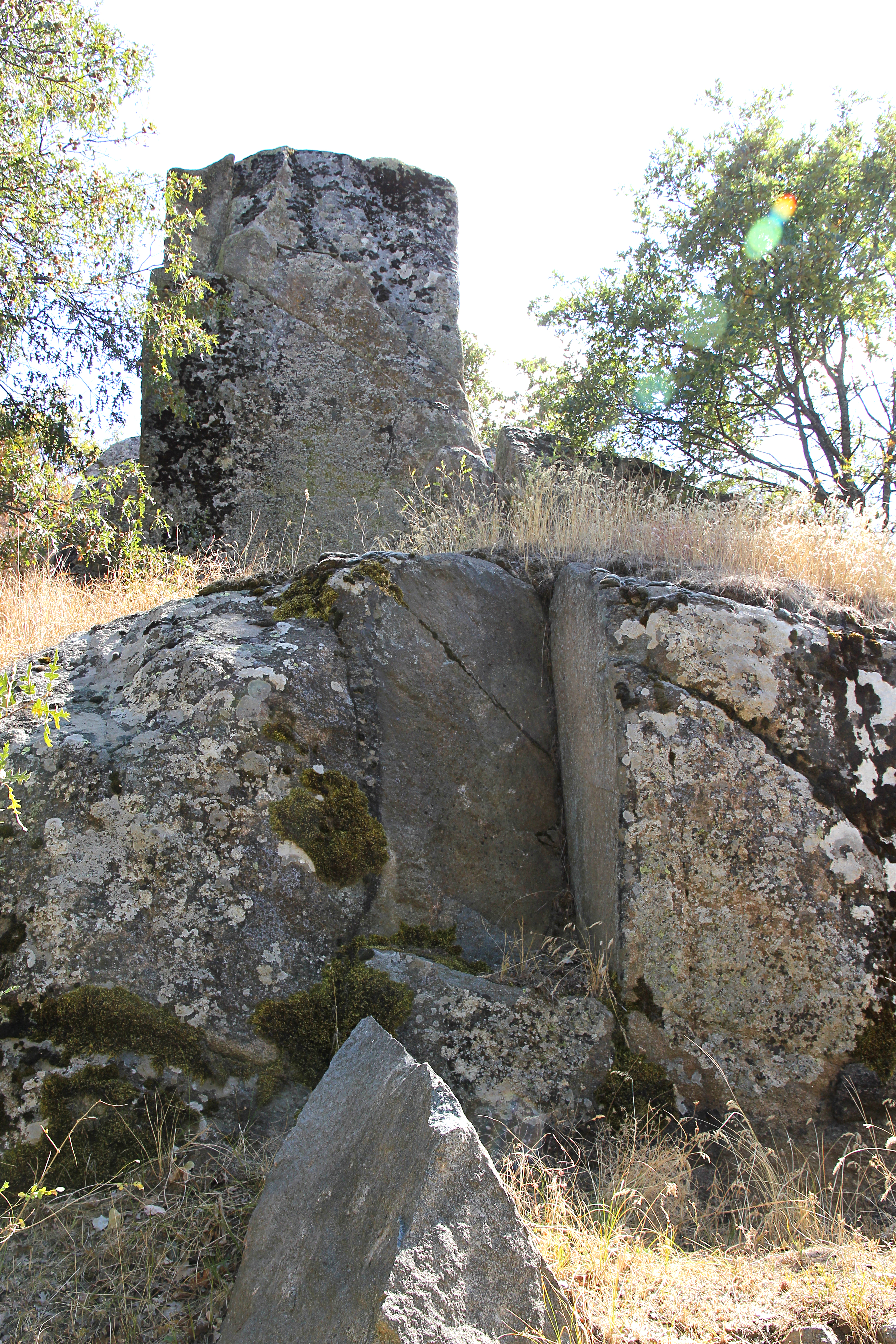
Bearbeitete Granitblöcke im Hapis Boğazı bei Karakız

Der Steinbruch und die Bildhauerwerkstatt im zentraltürkischen Ort Karakız stammen wahrscheinlich aus der Zeit des hethitischen Großreichs im späten 2. Jahrtausend v. Chr.

## Lage
Die Fundstelle liegt in der Umgebung des Ortes Yeniyer (ehemals Karakız) im Landkreis Sorgun der zentraltürkischen Provinz Yozgat, etwa 15 Kilometer östlich der Kreisstadt. Sie liegt damit, etwa 70 Kilometer südöstlich der Hauptstadt Ḫattuša, im Halysbogen, dem Kernland des hethitischen Reiches. Die zahlreichen Spuren von Steinbruch- und Bildhauerarbeiten verteilen sich über einen weiten Bereich im Norden und Süden des Ortes sowie im östlich gelegenen Tal Hapis Boğazı, durch das ein Bach zum Çekerek Çayı fließt. Der Bereich erstreckt sich über 2,5 Kilometer von Nordosten nach Südwesten und etwa einen Kilometer in der anderen Richtung. Der anstehende Granit bildet durch langsame Erosion hervorstehende Blöcke und Formationen, die durch den Mutterboden hervorbrechen. Sie weisen umfangreiche Bearbeitungsspuren auf.

## Einzelstücke
Im Ort Yeniyer, nördlich des Zentrums (39° 48′ 28″ N, 35° 21′ 13″ O), wurde eine doppelte Löwenbasis gefunden, von der das linke Tier in großen Teilen erhalten ist. Vom rechten Löwen war ein Fragment erhalten, das die Vorderbeine zeigt. Das Hauptfragment weist an der gebrochenen Seite ein Loch auf, in dem von Schatzsuchern offensichtlich Dynamit platziert wurde, um die beiden Tiere zu trennen. Das Monument ist etwa zwei Meter lang, die größte Höhe beträgt 1,80 Meter, die ursprüngliche Gesamtbreite muss ebenfalls 1,80 Meter gewesen sein. Das Gesamtgewicht wird auf fünf Tonnen geschätzt. Der Körper des vorwärts streichenden Tieres ist sehr naturalistisch geformt, sodass davon ausgegangen werden kann, dass der Bildhauer schon lebende Löwen beobachten konnte. Die Formen sowie die Kanten sind gerundet, was typisch ist für den Einsatz der bei hethitischen Künstlern üblichen Steinhämmer. Beide Vorderbeine sind nach vorn gestreckt. Von der Seite betrachtet, sind im Relief nochmal vier Beine, in schleichender Stellung, zu sehen. Das rechte Vorderbein ist doppelt dargestellt. Durch die vorgestreckte Haltung der linken Vorderpfote erreicht der Künstler trotzdem, dass von nahezu jedem Blickwinkel aus nur vier Beine erkennbar sind. Je nach Standpunkt verdeckt die vorgestreckte Pranke das überzählige fünfte Bein. Der Schwanz windet sich hinter dem Hinterbein um die Ecke auf die Rückfront des Blocks. Vom Kopf sind nur Augen und Ohren zu erkennen, die Vorderfront des Gesichts ist nur als platte Fläche vorhanden. Die beiden Tiere standen auf einer gemeinsamen Grundplatte von der Form eines hinten abgeschnittenen Ovals. Über den Rücken erhebt sich ein unregelmäßiger, oben grob rechteckiger Block. Ob er eine Statue, eine Säule oder etwas anderes tragen sollte, ist nicht entscheidbar. Dübellöcher sind nicht vorhanden.

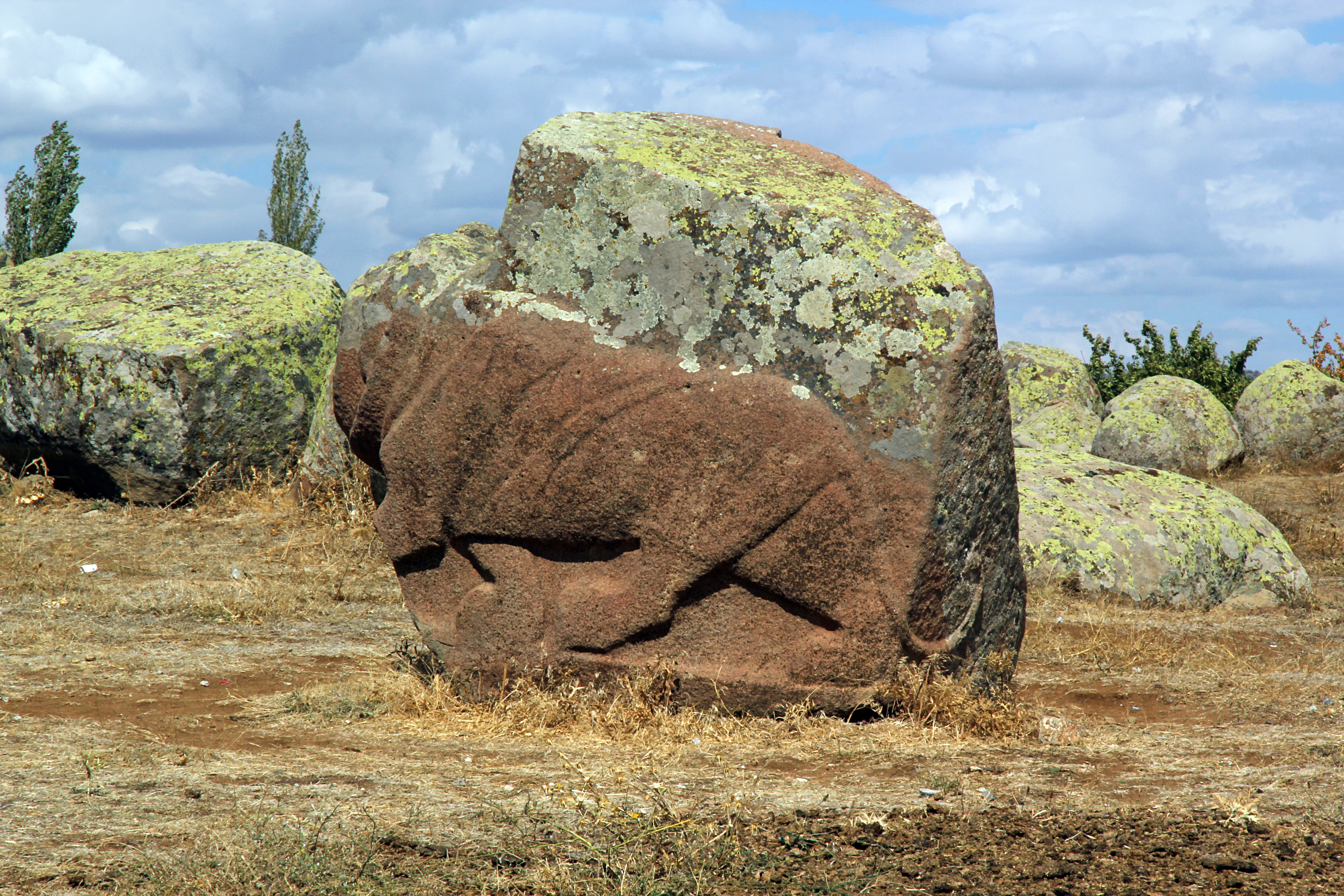
Löwe von Karakız seitlich
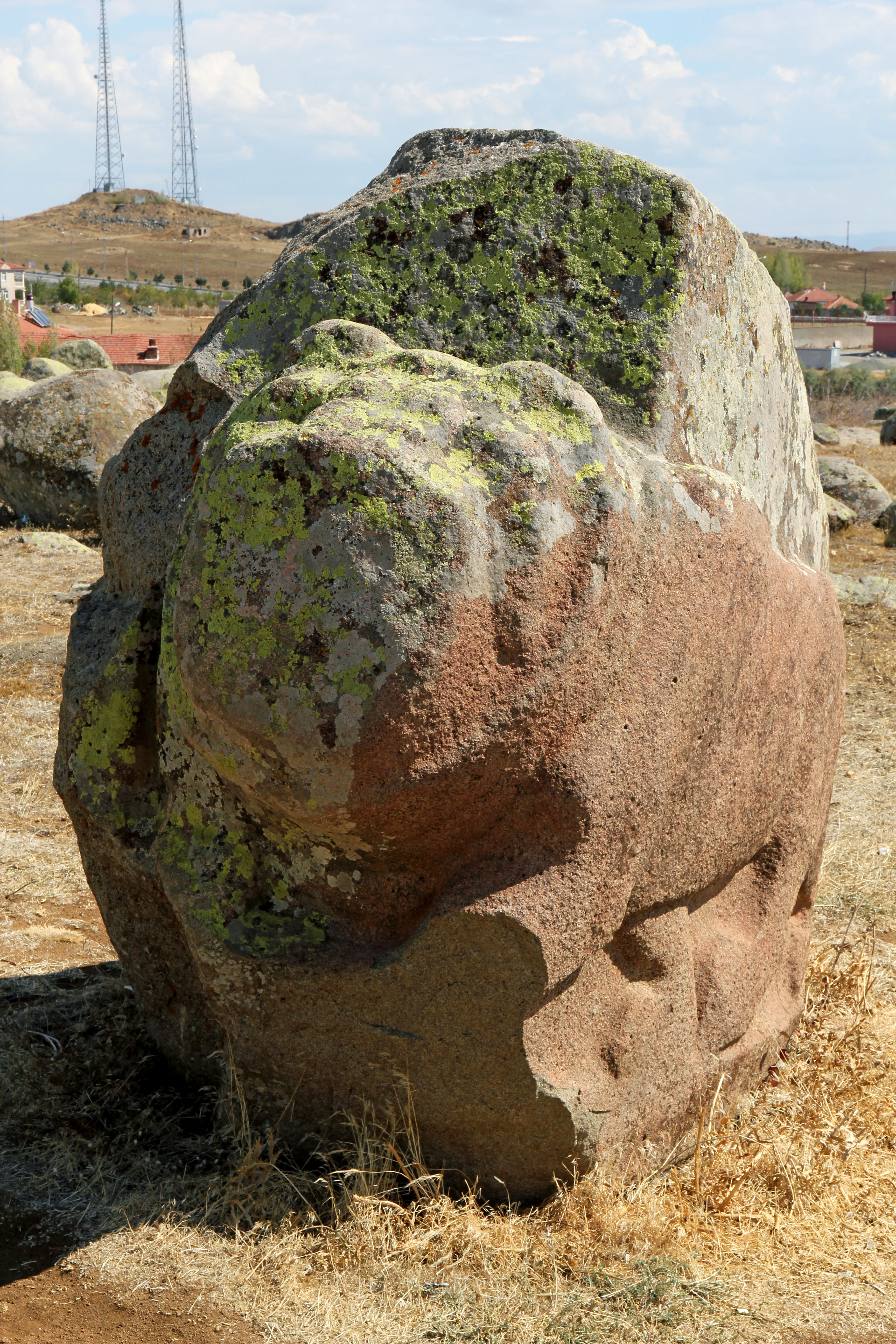
Löwe von Karakız von vorn

Ein zweites Löwenpaar findet sich etwa 2,7 Kilometer nordwestlich des ersten Exemplars im Tal Hapis Boğazı (39° 49′ 15″ N, 35° 22′ 47″ O), auf einer Terrasse etwa acht Meter über dem Flussbett auf dessen Ostseite. Auch dieses ist in zwei Hauptteile gebrochen, die zum Teil noch im Erdreich liegen. Der obere, rechte Löwe ist gut zu sehen und zeigt starke Ähnlichkeiten zum oben beschriebenen Löwen von Karakız. Auch Grundplatte, Rückenplatte und Bearbeitung des Monuments zeigen nur geringfügige Unterschiede.

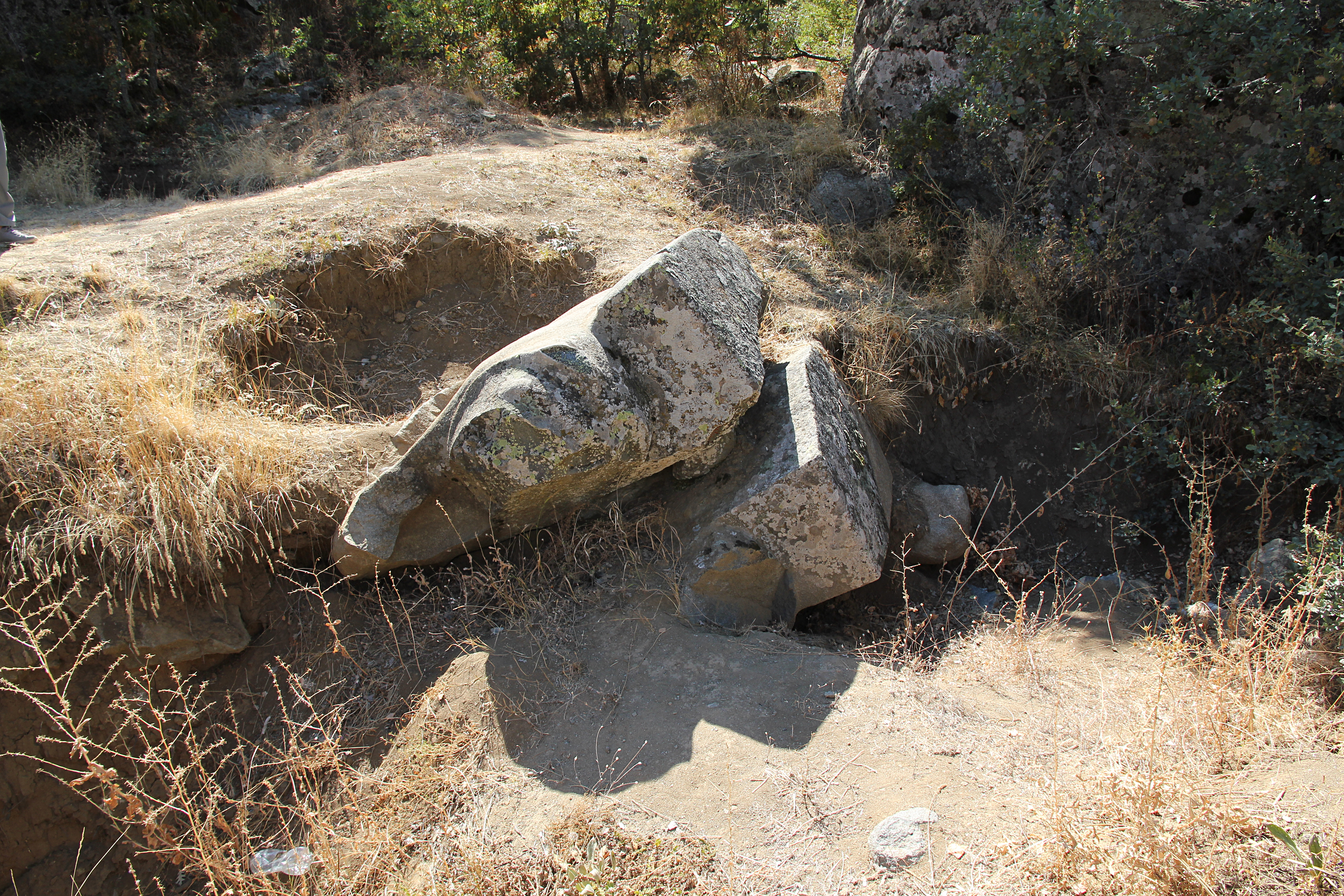
Löwe von Hapis Boğazı von vorn
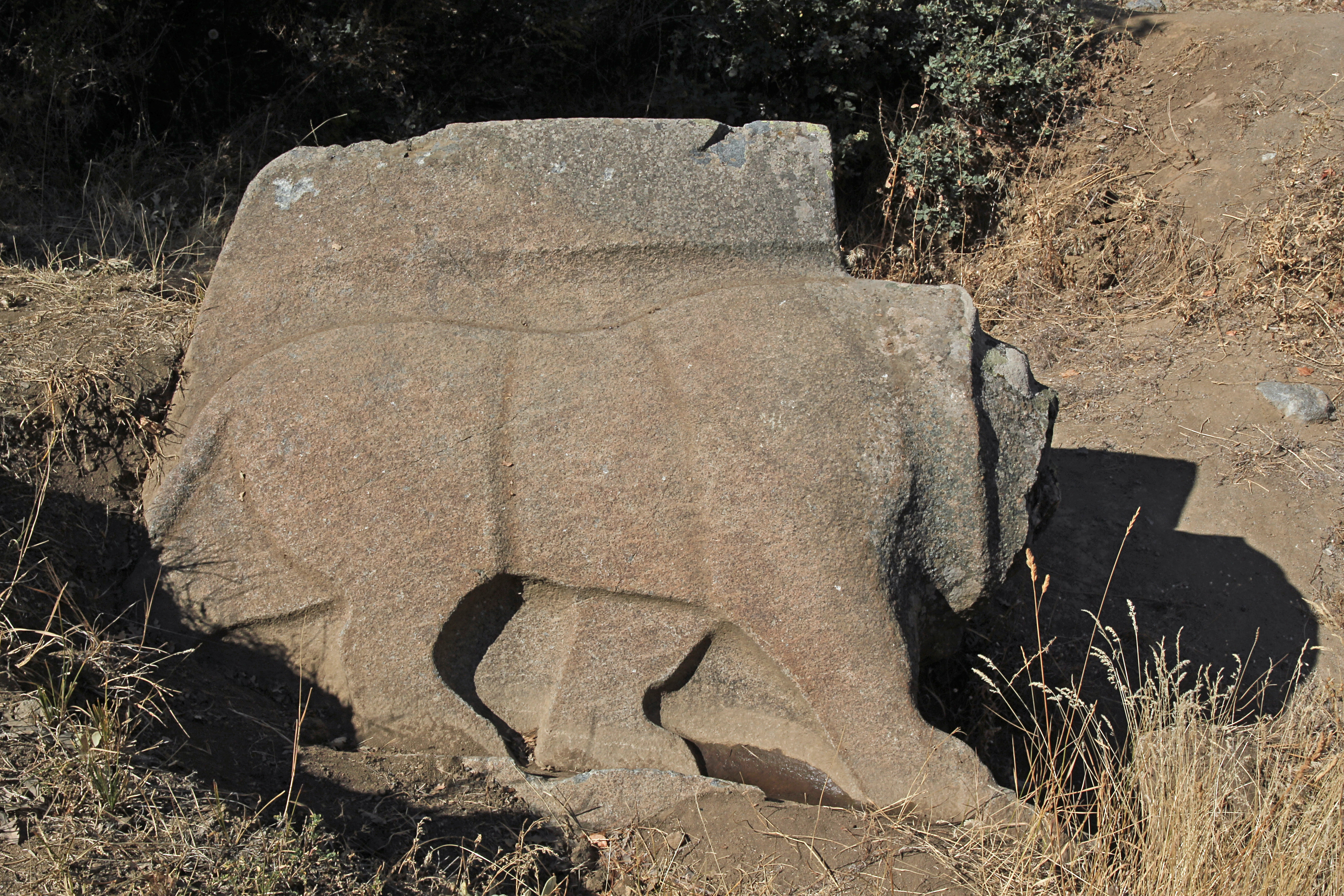
Löwe von Hapis Boğazı von rechts

In dem Gebiet südlich des Ortes wurden noch verschiedene unfertige Objekte entdeckt. Dazu gehören ein rechteckiger Block, ein Wasserbecken, ein rundes Gefäß, ein Stück eines Architekturfrieses und ein zylindrisches Fragment, das seine Ausgräber für eine unvollendete Statue halten.

## Datierung und Deutung
Bei beiden Löwenbasen sowie im Süden des Ortes wurde je ein Fragment eines Steinhammers gefunden. Diese Werkzeuge, die in hethitischer Zeit üblich waren, führen, zusammen mit der Art der Bearbeitung, zur Datierung der Fundstelle in die zweite Hälfte des 2. Jahrtausends v. Chr. Für welchen Ort die hier hergestellten Artefakte bestimmt waren, ist nicht zu klären. Da in dieser Zeit die Steinbrüche und Werkstätten für die Ausstattung von Heiligtümern im Allgemeinen nicht weiter als fünf bis sechs Kilometer vom Bestimmungsort entfernt lagen, kommt keiner der bekannten Orte als Ziel in Frage. Im Norden von Karakız, an einem Çatal Çeşme genannten Ort mit ergiebigen Quellen, liegt eine byzantinische Siedlung, wo neben Keramik auch Brennöfen gefunden wurden. Der Archäologe Geoffrey D. Summers, der als Erster den Ort erforschte, hält es für möglich, dass dort der Standort eines hethitischen Heiligtums war, das in byzantinischer Zeit überbaut wurde.

## Erforschung
Im Jahr 2001 machte der ortsansässige Kamil Sedat Uyar den damaligen Direktor des Museums von Yozgat, Erol Özen, auf die Fundstelle aufmerksam. Im selben Jahr besuchte ein Team der Ausgrabung in Kerkenes den Ort. Darauf folgte ein ausgiebiger Survey der näheren Umgebung durch Summers und Özen. Weitere Untersuchungen und Grabungen führten İlknur Taş und Özlem Sir Gavaz von der Hitit Üniversitesi in Çorum mit Ömer Yılmaz vom Museum in Yozgat durch.